# Västra Skottjärnen
Västra Skottjärnen är en sjö i Hagfors kommun i Värmland och ingår i Göta älvs huvudavrinningsområde. Sjön har en area på 0,0604 kvadratkilometer och ligger 323,1 meter över havet.

## Delavrinningsområde
Västra Skottjärnen ingår i det delavrinningsområde (664649-138725) som SMHI kallar för Utloppet av Busken. Medelhöjden är 277 meter över havet och ytan är 27,13 kvadratkilometer. Det finns inga avrinningsområden uppströms utan avrinningsområdet är högsta punkten. Hyttälven (Buskesälven) som avvattnar avrinningsområdet har biflödesordning 4, vilket innebär att vattnet flödar genom totalt 4 vattendrag innan det når havet efter 362 kilometer. Avrinningsområdet består mestadels av skog (82 procent). Avrinningsområdet har 2,29 kvadratkilometer vattenytor vilket ger det en sjöprocent på 8,4 procent.